# Pierre Bouche
Pierre Bertrand Bouche (Bagnères-de-Luchon, 25 mai 1835 - Bagnères-de-Luchon, 10 septembre 1903) est un missionnaire et explorateur français.

## Biographie
Il fait ses études au petit séminaire de Polignan et au grand séminaire de Toulouse. Ordonné prêtre le 10 juillet 1865, membre de la Société des missions africaines de Lyon, il arrive en Afrique en janvier 1866 et séjourne à Porto Novo jusqu'en avril 1868.
Vicaire apostolique du Dahomey de 1867 à 1871, il est surtout connu pour un voyage entre Léké et Quitto sur la Côte des Esclaves (Dahomey) (1867-1869). Il établit alors d'importantes observations ethnographiques sur les royaumes de Porto Novo et d'Abomey.
Du 21 mai 1874 à juillet 1875, il vit à Agoué puis revient en France. Il officie alors à Argut-Dessus (1876), Ponlat-Taillebourg (1878) puis Huos (1889).

## Travaux
- Le Dahomey, Bulletin de la Société de Géographie, juin 1874, p. 561
- Note sur la Côte des Esclaves, Bulletin de la Société de Géographie, 1875, p. 317
- Manuel de la dévotion à Saint-Jean l'Évangéliste, 1881
- Les Noirs peints par eux-mêmes, 1883
- Sept ans en Afrique occidentale : la Côte des Esclaves et le Dahomey, 1885
- La Vie de saint Bertrand, évêque de Comminges, son siècle, son culte, 1895